# جک بادهام
جک بادهام (انگلیسی: Jack Badham; ۳۱ ژانویهٔ ۱۹۱۹ – ۱ ژانویهٔ ۱۹۹۲) بازیکن فوتبال اهل بریتانیا بود.
از باشگاه‌هایی که در آن بازی کرده‌است می‌توان به باشگاه فوتبال بیرمنگام سیتی اشاره کرد.